# Interior Gateway Routing Protocol
IGRP (ang. Interior Gateway Routing Protocol) – protokół trasowania bramy wewnętrznej, będący jednym z protokołów sieciowych kontrolujących przepływ pakietów wewnątrz systemu autonomicznego (ang. Autonomous System, AS) – części sieci tworzącej spójną całość.
Od wersji systemu operacyjnego IOS 12.3, stworzonego przez Cisco Systems, protokół IGRP nie jest już wspierany.

## Cechy protokołu
- Działa na podstawie algorytmu wektora odległości.
- Decyzje co do ścieżki, na którą skierować pakiet, są podejmowane przez router wykorzystujący IGRP na podstawie metryki złożonej, wyliczonej z szerokości pasma, obciążenia, opóźnienia i niezawodności.
- Informacje o dostępności tras, wraz z parametrami łącza potrzebnymi do wyliczenia metryki, są rozgłaszane cyklicznie (domyślnie co 90 sekund) oraz po zmianie stanu sieci.
- Jest to protokół „własnościowy”, opracowany przez firmę Cisco i może być implementowany tylko w urządzeniach jej produkcji lub firm posiadających odpowiednią licencję.
- IGRP jest protokołem trasowania klasowego, czyli opartego na klasach sieci, w przeciwieństwie do jego następcy – EIGRP.
- Standardowy dystans administracyjny dla tras wyznaczonych przy pomocy tego protokołu wynosi 100.